# Конституционный кризис на Фиджи (1977)
Конституционный кризис на Фиджи 1977 года спровоцировали парламентские выборы в марте того же 1977 года, который стал первой серьёзной проблемой для демократических институтов страны после обретения независимости в 1970 году.
В политике страны в годы до и после независимости доминировали конфликтующие интересы этнических общин, фиджийской и индо-фиджийской. В то время индо-фиджийцы немного превосходили по численности этнических фиджийцев, однако Партия Альянса Камисесе Капаиваи Туимазилаи Мара благодаря тому, что обладала монополией на голоса этнических фиджийцев и смогла привлечь голоса части индо-фиджийского электората (набрав почти четверть своих голосов на выборах 1972 года), сохранила свою власть. Однако раскол по итогам голосования коренного населения в 1977 году привёл к победе Партии национальной федерации (ПНФ) с преобладанием индо-фиджийцев. Сидик Коя, лидер партии, должен был стать премьер-министром.
Вместо этого генерал-губернатор Рату сэр Джордж Кадавулеву Какобау призвал Мару сформировать временное правительство в ожидании новых выборов, назначенных на сентябрь. События, которые привели к его решению, и его причины, все ещё очень противоречивы, с различными версиями и мнениями, повествующими о различных версиях принятия данного решения, также было множество теорий заговора. Что известно, так это то, что борьба за лидерство сразу после выборов серьёзно сломила ПНФ. В три дня ей не удавалось сформировать Кабинет министров, и начался кризис. Известный парламентарий от ПНФ Джай Рам Редди громко спросил по национальному радио, готова ли его партия сформировать правительство и сможет ли она это сделать. Рату Мара писал в своей автобиографии 1996 года «Тихоокеанский путь», что политики ПНФ подошли к нему и попросили его остаться на своем посту, но с кабинетом, сформированным ПНФ, на что он отказался.
Некоторые обвинили Редди в саботаже при формировании правительства, чтобы бросить вызов Койе за лидерство в партии, обвинение, которое никогда так и не было доказано. Другие возможные предатели в ПНФ также были обозначены. Лидер Лейбористской партии Фиджи Махендра Чаудхри писал в своей книге 2004 года «Дети Инда», что парламентарии Чанд Рамраха и Ирен Джай Нарайан предали своего собственного лидера, сказав генерал-губернатору, что не все члены кабинета ПНФ поддержат Койю в качестве премьер-министра, «Есть также основания для рассказа о том, что Карам Рамраха и Ирен Джай Нараян тайно сообщили Рату Джорджу, что Койя не пользовался поддержкой всех парламентариев ПНФ. К сожалению, в час своего триумфа Койя получил удар в спину от своих людей», — писал он (стр. 130). Рамраха, в настоящее время адвокат в Сиднее (Австралия), подал в суд за дезинформацию, заявив, что иск был ложным и подорвал его репутацию.
Другие, как на Фиджи, так и за рубежом, обвинили генерал-губернатора, высокопоставленного в иерархии фиджийских вождей, в преднамеренной предвзятости и узурпации народных выборов, чтобы сохранить правительство своего коллеги вождя (и дальнего родственника), Рату Мара, как признак того, что коренная фиджийская элита не потерпит правительства, возглавляемого индо-фиджийцами. Сторонники этой теории указывают на перевороты 1987 и 2000 годов, которые свергли правительства, доминирующие или возглавляемые индо-фиджийцами, в качестве доказательства своей точки зрения. Является ли это противоречивое мнение верным или нет, мало кто сомневается в том, что Какобау был рад возможности вновь назначить правительство, в котором доминируют коренные фиджийцы.
В публичном заявлении Рату Какобау защитил свои действия так:
«На недавних всеобщих выборах народ Фиджи не дал четкого голоса ни одной из основных политических партий. Поэтому в соответствии с Конституцией он стал обязан как генерал-губернатор назначать премьер-министром члена Палаты представителей, который казался ему наиболее способным, для того чтобы заручиться поддержкой большинства членов Палаты. Генерал-губернатор не смог действовать ранее, так как только сегодня днем ему сообщили, кто был избран руководителем Партии национальной федерации. Генерал-губернатор, приняв во внимание все соответствующие обстоятельства, пришел к твердому выводу, что человек, который в наибольшей степени может заручиться поддержкой большинства членов, — это лидер Партии Альянса Рату сэр Джордж Кадавулеву Какобау. В соответствии с Конституцией и действуя по собственному усмотрению, генерал-губернатор назначил его премьер-министром».
Сентябрьские выборы, призванные разрешить кризис, привели к уверенной победе Партии Альянса, которая оставалась у власти ещё десятилетие.